# Złodziej w hotelu

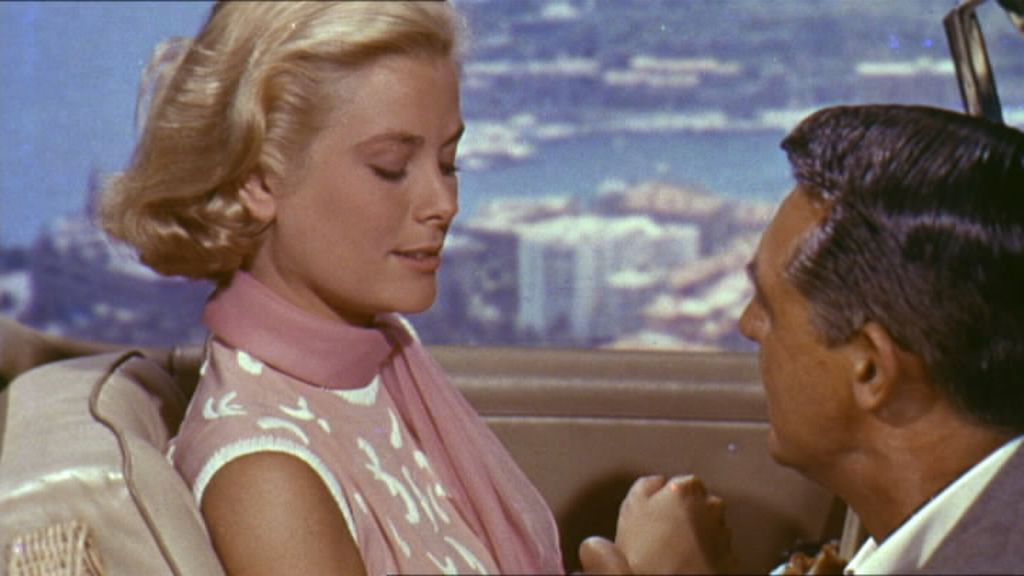
Grace Kelly i Cary Grant w scenie z filmu

Złodziej w hotelu (ang. To Catch a Thief) – amerykański film z 1955 roku, którego reżyserem i producentem był Alfred Hitchcock. Scenariusz napisał John Michael Hayes, opierając się na powieści pod tym samym tytułem, której autorem jest David F. Dodge. Film otrzymał Oscara za najlepsze zdjęcia.
Film kręcono w kolorze i w wersji panoramicznej, używając nowatorskiej technologii VistaVision, dzięki której uzyskano nieporównywalnie większą rozdzielczość i ostrość obrazu niż w dawnych filmach z powodu zastosowania dwa razy większej klatki filmowej naświetlanej poziomo. To piąty film barwny nakręcony w Cannes na Lazurowym Wybrzeżu i zarazem pierwszy film panoramiczny o wysokiej rozdzielczości (film był promowany jako „high fidelity” czyli wysoka wierność, dokładność obrazu) nakręcony w tym najważniejszym regionie turystycznym Francji. W 2012 roku film został zrekonstruowany cyfrowo i wydany w formacie blu-ray.

## Obsada
- Cary Grant jako John Robie „Kot”
- Grace Kelly jako Frances Stevens
- Jessie Royce Landis jako Jessie Stevens
- John Williams jako H. H. Hughson
- Charles Vanel jako Bertani
- Brigitte Auber jako Danielle Foussard
- Jean Martinelli jako Foussard
- Georgette Anys jako Germaine
- Alfred Hitchcock jako pasażer w autobusie

## Opis fabuły
Wytrawny złodziej, którego specjalnością były niegdyś wspinaczki po fasadach domów, John Robie – pseudonim „Kot”, przebywa obecnie na „przestępczej emeryturze” i mieszka na Lazurowym Wybrzeżu. Jego spokój zakłócają jedynie powtarzające się w mediach doniesienia o włamaniach, dokonywanych w typowym dla niego stylu. Wszelkie podejrzenia policji nieuchronnie padają na Robiego. W tej sytuacji były złodziej wszczyna prywatne śledztwo, którego celem jest schwytanie prawdziwego przestępcy. Podczas dochodzenia John odkrywa, kim jest oszust i na dodatek nawiązuje romans z pewną, bardzo atrakcyjną damą.

## Nagrody
- 1956: wygrana – Oscar za najlepsze zdjęcia w filmie barwnym: Robert Burks
- 1956: nominacja – Oscar za najlepszą scenografię w filmie barwnym: Arthur Krams, Hal Pereira, J. McMillan Johnson, Sam Comer
- 1956: nominacja – Oscar za najlepsze kostiumy w filmie barwnym: Edith Head
- 1955:	nominacja – udział w konkursie głównym o Złotego Lwa na 16. MFF w Wenecji: Alfred Hitchcock
- 1956: nominacja – Nagroda Amerykańskiej Gildii Scenarzystów Filmowych za najlepszy scenariusz komedii: John Michael Hayes